# Aéroport international de Hefei Xinqiao
L'aéroport international de Hefei Xinqiao est un aéroport qui dessert Hefei dans la province du Anhui en Chine. Il a ouvert en 2013.

## Situation

### Carte des 50 premiers aéroports de Chine
| \| 500 km1:25 016 000 \| Baotou Canton Changchun Changsha Chengdu-CTU Chengdu-TFU Chongqing Dalian Fuzhou Guilin Guiyang Haikou Hailar Hangzhou Harbin Hefei Hohhot Jinan Jinghong Kunming Lanzhou Lhassa Lijiang Nanchang Nankin Nanning Ningbo Pékin · Capitale Pékin · Daxing Qingdao Quanzhou Sanya Shanghaï-Pudong Shanghaï-Hongqiao Shantou-Chaozhou-Jieyang Shenyang Shenzhen Shijiazhuang Taiyuan Tianjin Ürümqi Wenzhou Wuhan Suzhou Xiamen Xi'an Xining Yantai Yinchuan Zhengzhou Zhuhai-Jinwan |
| 500 km1:25 016 000 |

## Compagnies aériennes et destinations

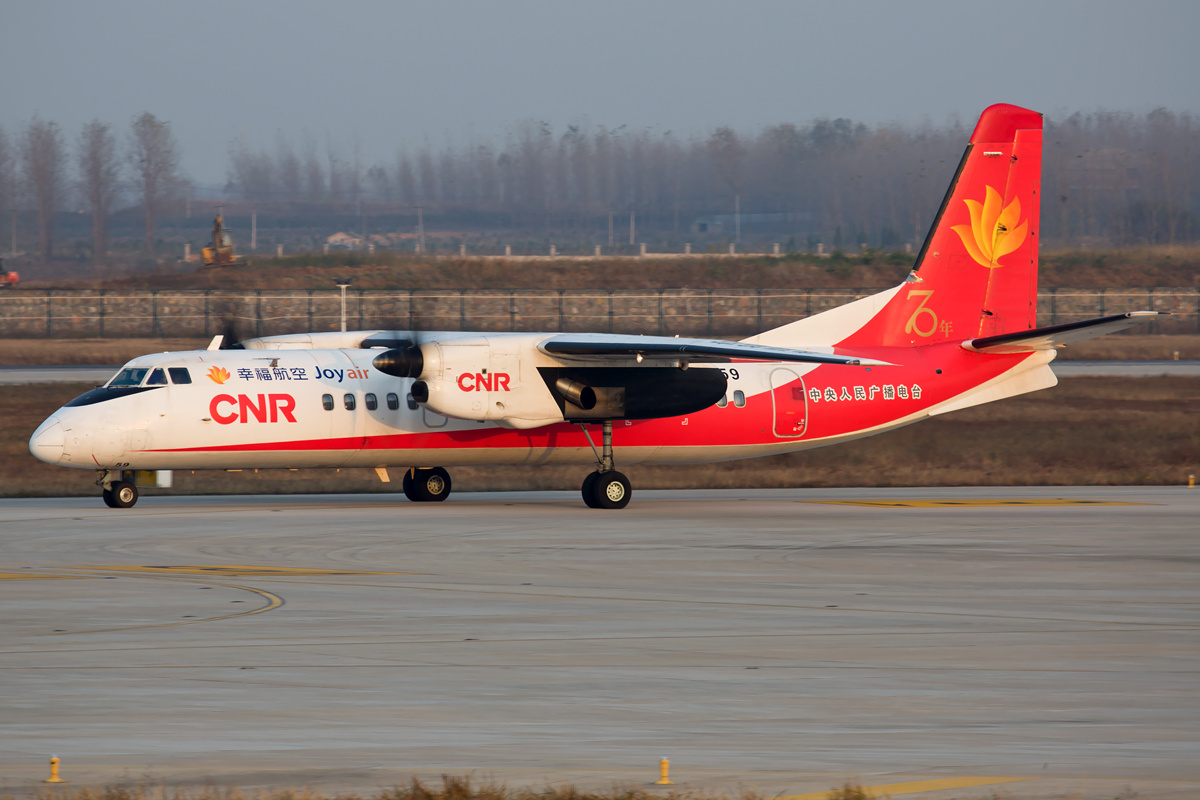
Xian MA60 de Joy Air à l'aéroport de Hefei

| Compagnies                          | Destinations |
| ----------------------------------- | --- |
| Air China                           | Pékin-Capitale, Chengdu-Shuangliu |
| Air China                           | Séoul-Incheon |
| Air China opéré par Dalian Airlines | Dalian-Zhoushuizi, Shenzhen-Bao'an |
| Air Macau                           | Macao |
| Beijing Capital Airlines            | Sanya-Phénix, Xiamen-Gaoqi, Xi'an-Xianyang |
| Cambodia Angkor Air                 | Charter : Siem Reap-Angkor |
| China Airlines                      | Taïwan-Taoyuan |
| China Eastern Airlines              | - Pékin-Capitale, - Baishan (zh), - Changchun, - Chengdu-Shuangliu, - Chongqing-Jiangbei, - Dalian-Zhoushuizi, - Canton-Baiyun, - Guilin-Liangjiang, - Haikou, - Kunming-Changshui, - Lanzhou, - Manzhouli, - Nanning, - Ordos Ejin Horo, - Qingdao-Jiaodong, - Sanya-Phénix, - Shanghai-Pudong, - Shenyang, - Wēihǎi, - Wenzhou-Longwan, - Ürümqi-Diwopu, - Xiamen-Gaoqi, - Xi'an-Xianyang, - Xining-Caojiabao, - Yantai, - Yinchuan Hedong, - Zhongwei, - Zhuhai |
| China Eastern Airlines              | Krabi, Bangkok-Suvarnabhumi, Nagoya-Chūbu, Taïwan-Taoyuan |
| China Southern Airlines             | Changchun, Changsha, Canton-Baiyun, Guilin-Liangjiang, Haikou, Harbin Taiping, Nanning, Qingdao-Jiaodong, Shenzhen-Bao'an, Ürümqi-Diwopu, Xiamen-Gaoqi, Xi'an-Xianyang, Zhuhai |
| China United Airlines               | Pékin-Nanyuan, Fuoshan Shadi, Ordos Ejin Horo, Shantou-Chaozhou-Jieyang |
| Far Eastern Air Transport           | Taichung |
| GX Airlines                         | Haikou, Nanning, Qingdao-Jiaodong, Zhuhai |
| Hainan Airlines                     | Dalian-Zhoushuizi, Fuzhou-Chánglè, Canton-Baiyun, Haikou, Harbin Taiping, Lanzhou, Sanya-Phénix, Shenzhen-Bao'an, Taiyuan-Wusu, Ürümqi-Diwopu, Xiamen-Gaoqi |
| Hongtu Airlines                     | Kunming-Changshui, Shenyang, Taiyuan-Wusu |
| Joy Air                             | Fuzhou-Chánglè, Huangshan-Tunxi, Nanchang-Changbei, Yiwu, Yuncheng, Zhengzhou, Zhoushan Putuoshan |
| Korean Air                          | Séoul-Incheon |
| Lion Air                            | Charter : Denpasar-Bali |
| LJ Air                              | Harbin Taiping |
| Lucky Air                           | Kunming-Changshui |
| Nok Air                             | Charter : Bangkok-Don Muang |
| Okay Airlines                       | Jining Da'an (en), Kunming-Changshui, Yantai |
| Shandong Airlines                   | Nanning, Qingdao-Jiaodong, Xiamen-Gaoqi, Xi'an-Xianyang |
| Shenzhen Airlines                   | Canton-Baiyun, Guilin-Liangjiang, Guiyang, Harbin Taiping, Shenyang, Shenzhen-Bao'an |
| Sichuan Airlines                    | Chengdu-Shuangliu, Guiyang, Harbin Taiping, Kunming-Changshui |
| Spring Airlines                     | Nagoya-Chūbu |
| Tianjin Airlines                    | Haikou, Hohhot, Nanning, Qingdao-Jiaodong, Shantou-Chaozhou-Jieyang, Shijiazhuang |
| West Air                            | Chongqing-Jiangbei, Guiyang, Nanning, Osaka-Kansai, Quanzhou Jinjiang, Sanya-Phénix, Shantou-Chaozhou-Jieyang, Shenyang, Zhuhai |
| XiamenAir                           | Hohhot, Xiamen-Gaoqi |

Édité le 03/02/2018